# درگو شمالی
درگو شمالی، روستایی از توابع بخش کاکی در شهرستان دشتی در استان بوشهر در ایران است.

## جمعیت
این روستا در دهستان چغاپور قرار داشته و بر اساس سرشماری سال ۱۳۸۵ جمعیّت آن ۵۳ نفر (۹ خانوار) بوده‌است.